# Pfarrkirche Am Tabor (Leopoldstadt)

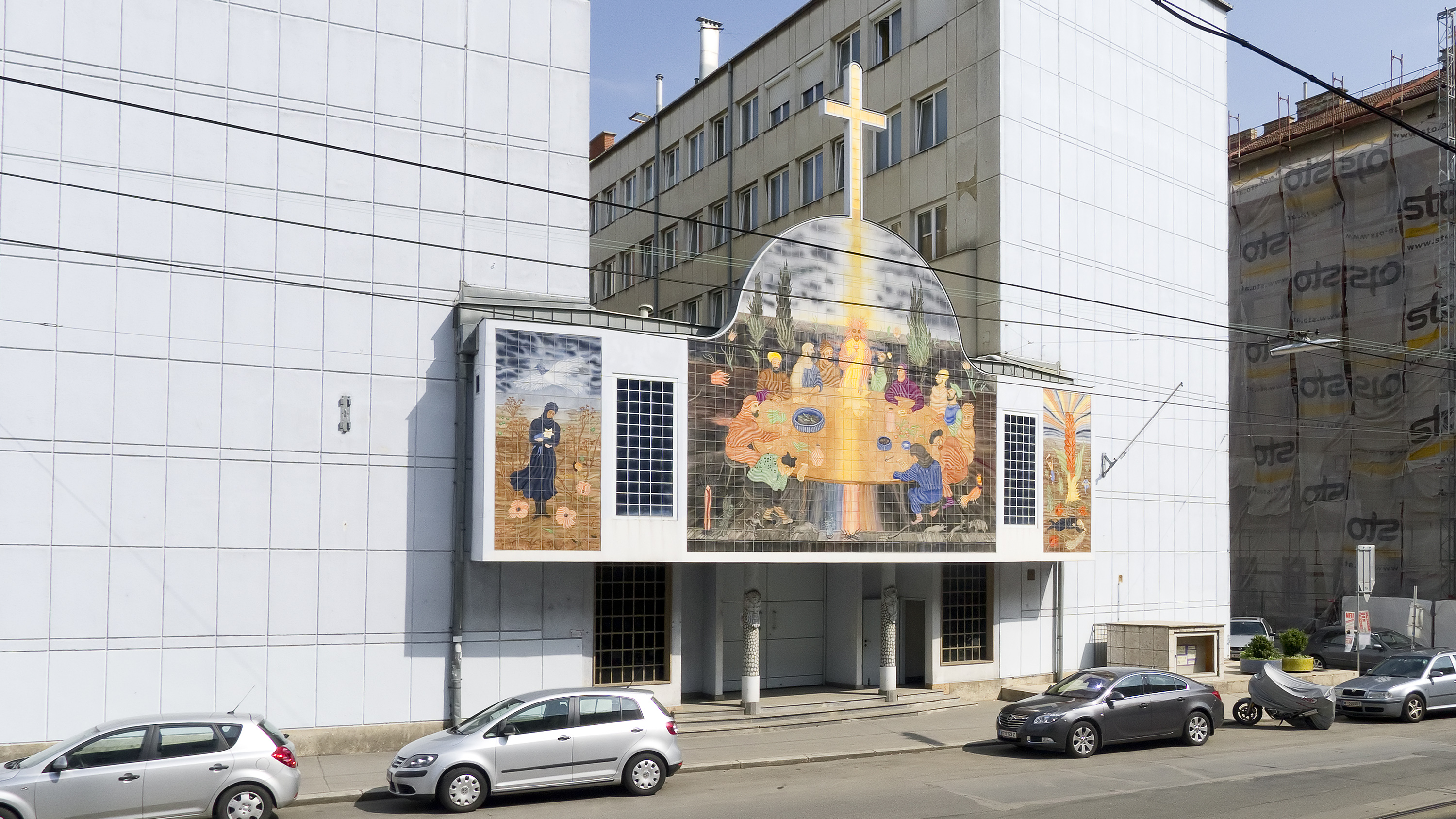
Pfarrkirche Auferstehung Christi in der Leopoldstadt

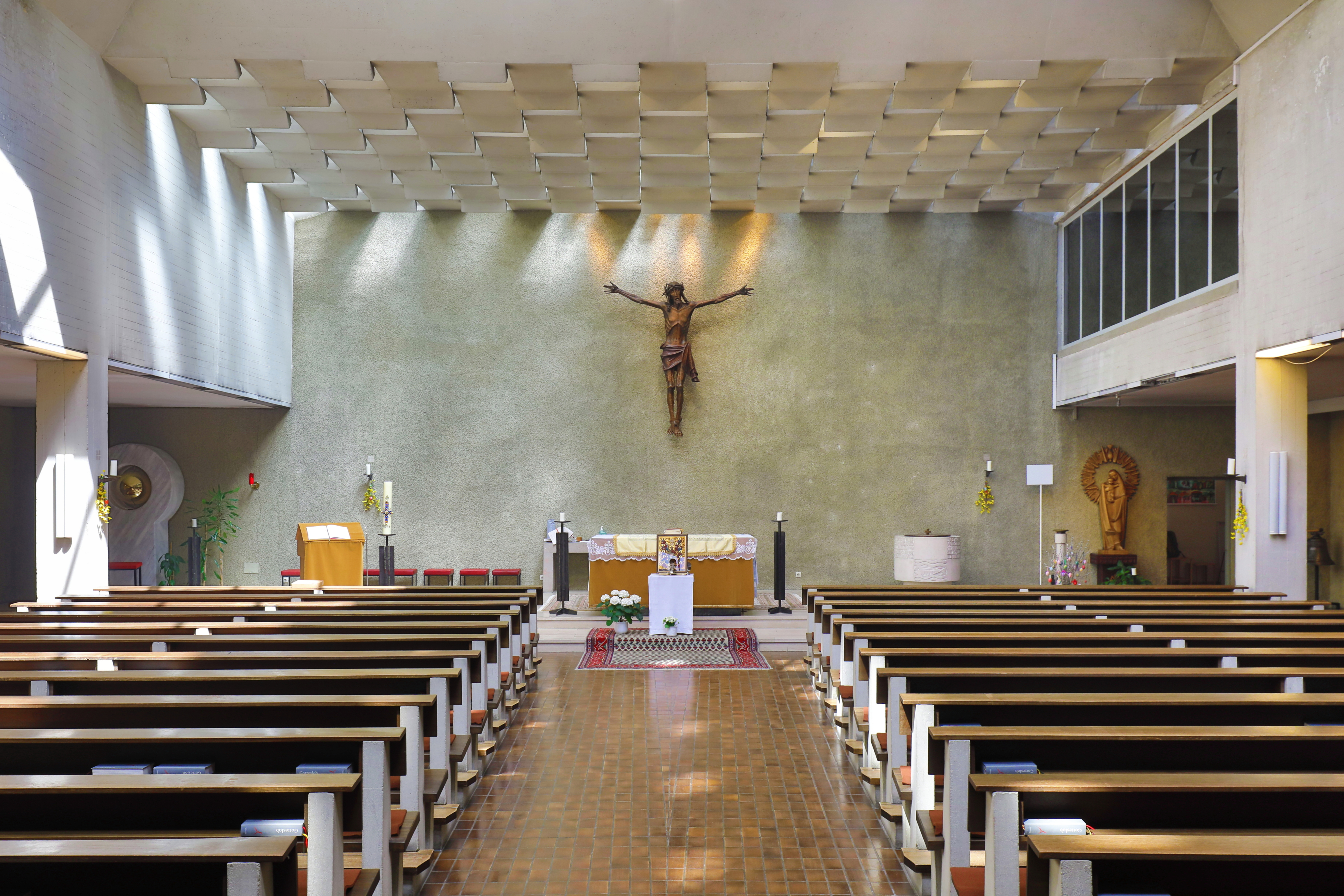
Innenansicht der Auferstehung-Christi-Kirche

Die Pfarrkirche Am Tabor ist eine römisch-katholische Pfarrkirche im 2. Wiener Gemeindebezirk Leopoldstadt an der Hochstettergasse  1. Die Pfarre liegt im Dekanat 2/20 des zur Erzdiözese Wien gehörenden Vikariates Wien Stadt.
Sie ist dem Fest Auferstehung Christi geweiht. Das Bauwerk steht unter Denkmalschutz.

## Geschichte
Notkirche Rueppgasse
Auf Initiative von Prälat Josef Gorbach, der mit 1. März 1935 Rektor der Kirche wurde, errichtete Architekt Clemens Holzmeister durch Umbau eines ehemaligen Fabrikgebäudes in der Rueppgasse 33 eine Notgottesdienststätte. Geweiht wurde die Kirche von Erzbischof Kardinal Theodor Innitzer am 2. März 1935. Nachdem Gorbach im Zuge des Anschlusses Österreichs an Hitler-Deutschland nach Palästina flüchtete, wurde zum 2. Juni 1938 Pater Leo Hesler Rektor. 1939 wurde die Kirche zur Pfarre erhoben. In den letzten Kriegstagen wurde die Kirche völlig zerstört. Der Wiederaufbau der Kirche wurde 1946 begonnen und konnte erst im Jahre 1954 abgeschlossen werden.
Kirche Am Tabor Hochstettergasse
Da die Notkirche zu klein war, und das Grundstück für ein Pfarrzentrum keinen Platz bot, begann bereits 1952 Architekt Ladislaus Hruska mit der Planung einer neuen Kirche in der Hochstettergasse, wobei acht Entwürfe entstanden, da einerseits die Forderung bestand, die Kirche in die Mitte einer Wohnhausanlage zwischen zwei fünfstöckigen Trakten zu situieren und gleichzeitig mit geeigneter Lichtführung Tageslicht für den mittig eingebundenen Kirchenraum zu gewinnen. 1967 begannen schließlich die Bauarbeiten für das heutige Kirchengebäude.

## Ausstattung
Den Kirchenraum dominiert ein großes Kruzifix der Holzschnitzkunst von Peter Sellemond. Der Tabernakelstein aus Krastaler Rauchkristall stammt vom Bildhauer Günther Kraus. Georg Zauner gestaltete Relief, Kreuzweg und Taufstein. Die Orgel wurde von 1978 bis 1980 durch die Oberösterreichische Orgelbauanstalt St. Florian errichtet und verfügt über 19 Register auf 2 Manualen und Pedal. Die Fassade wurde 1996 von Arik Brauer gestaltet.

## Fassadenbilder

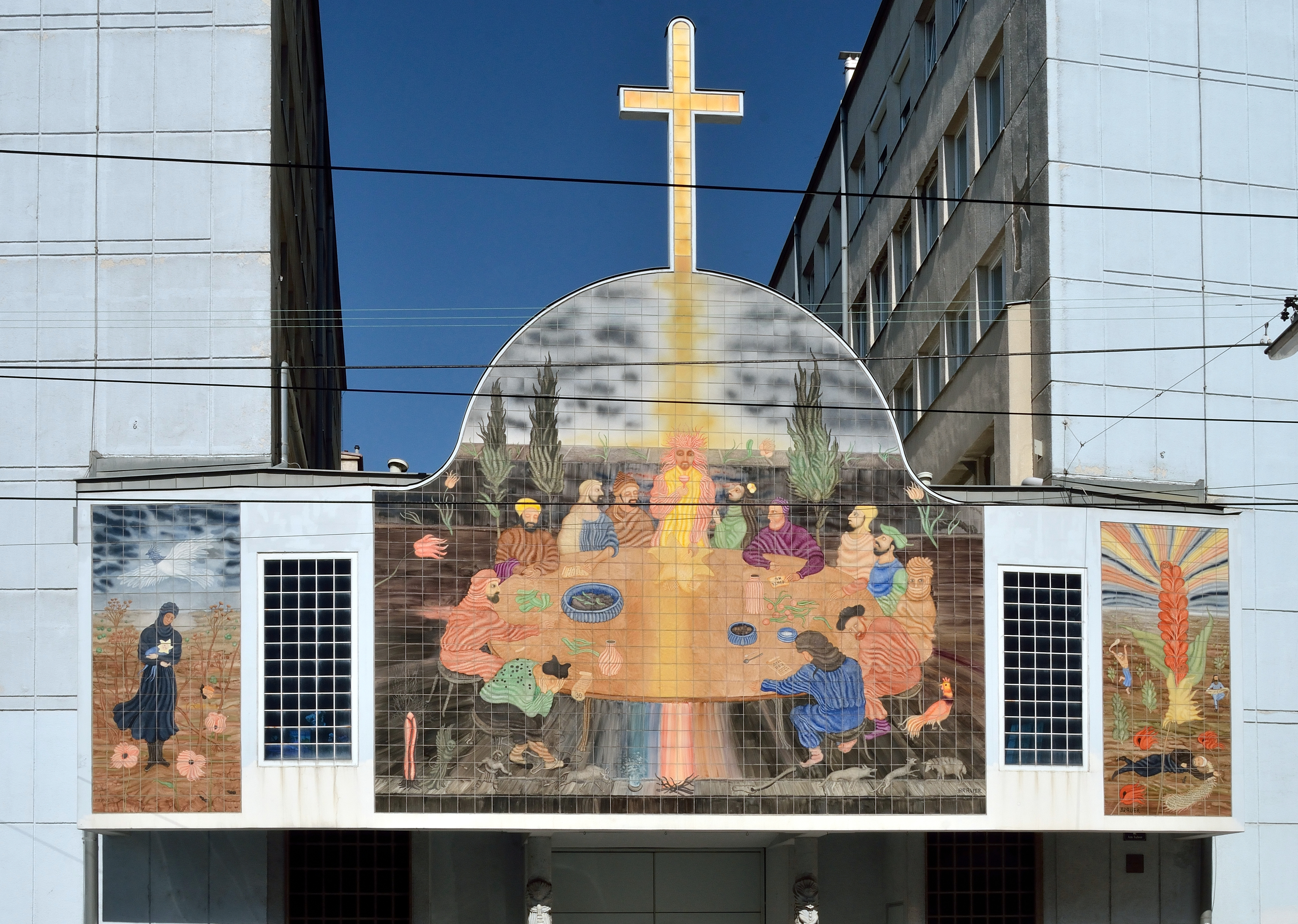
Gesamtansicht der Fassadengestaltung
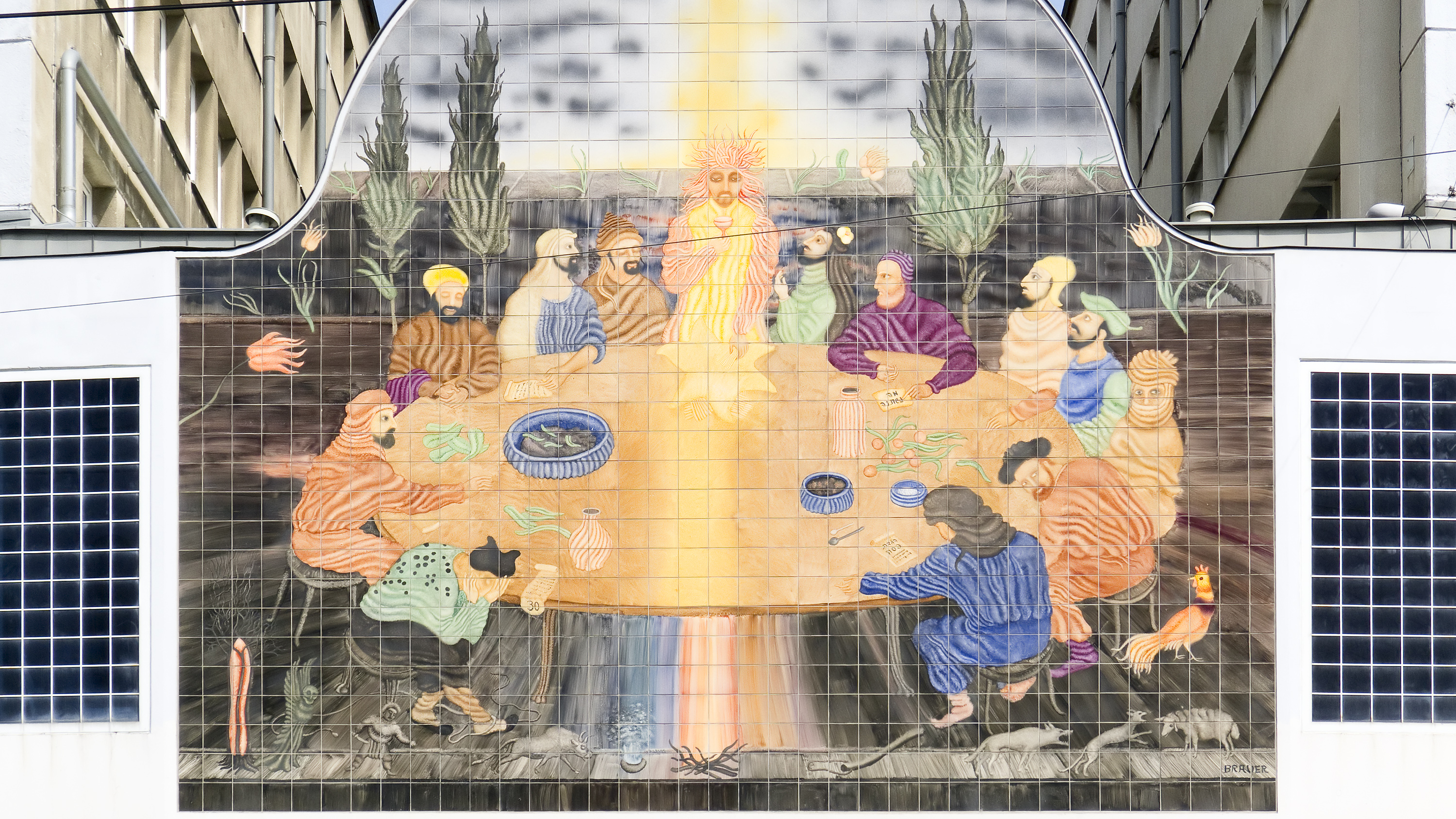
Tafel über dem Eingang: Das letzte Abendmahl
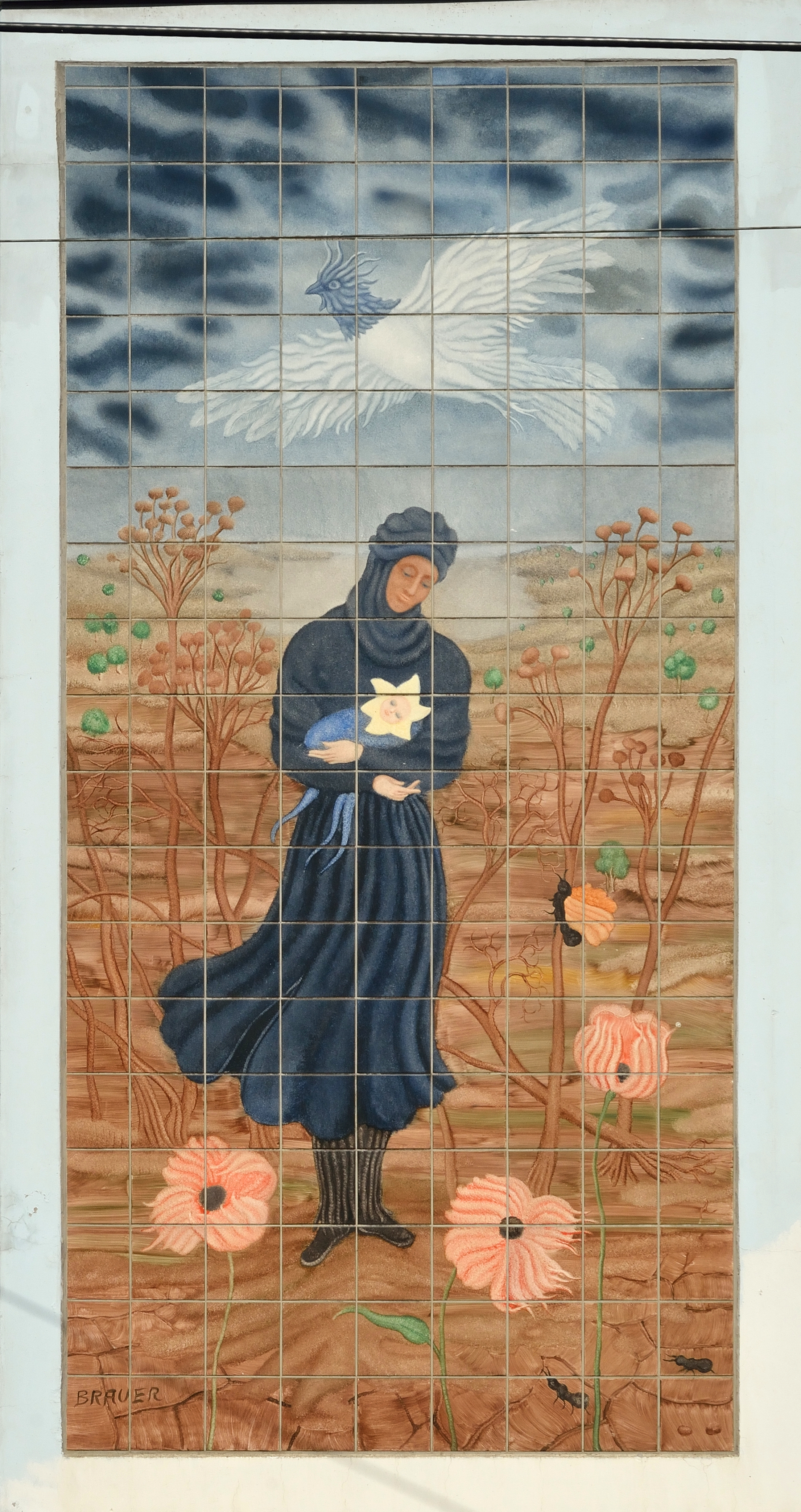
Tafel links über dem Eingang: Maria geht im Dornenhain
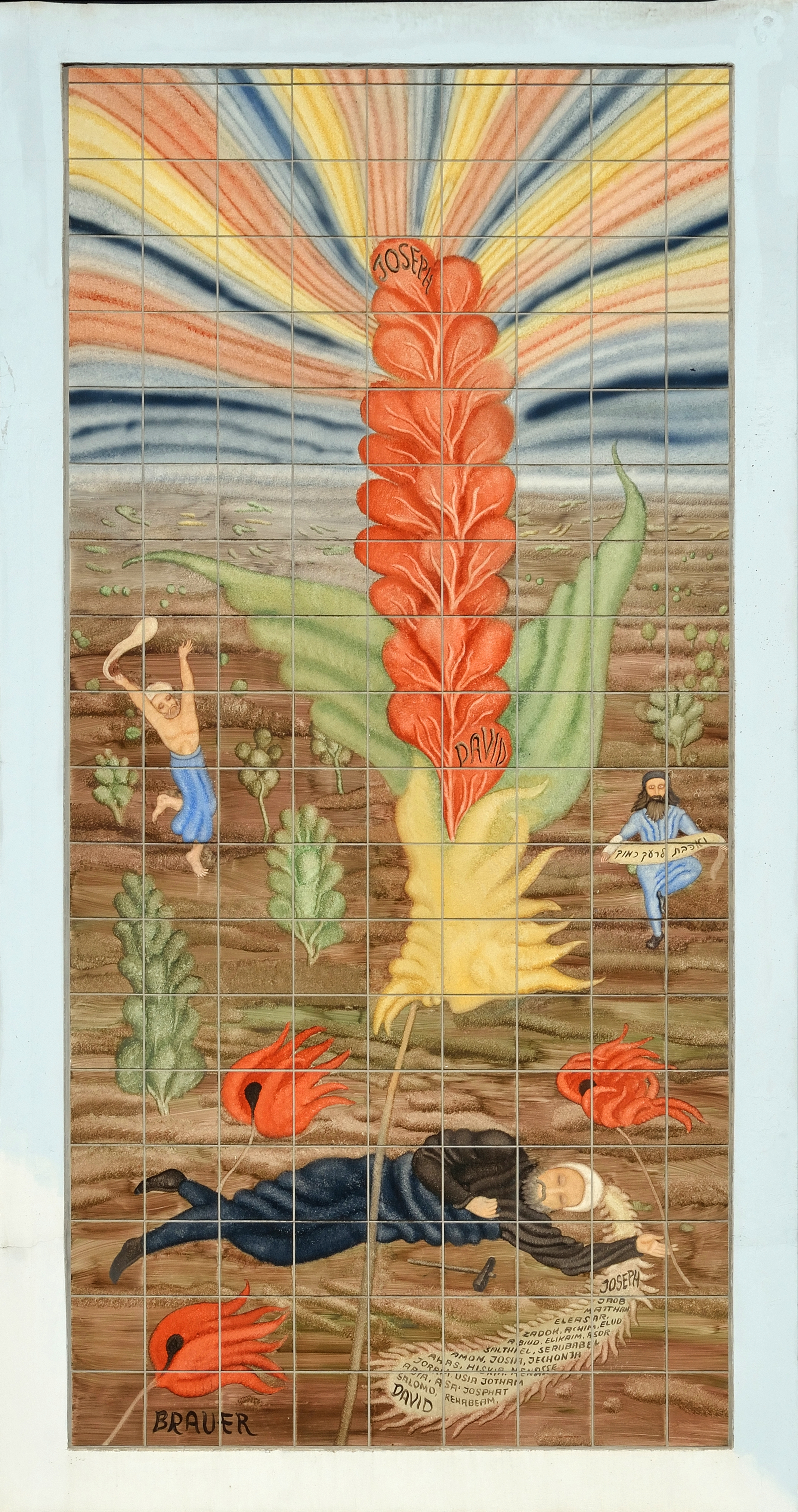
Tafel rechts über dem Eingang: Josef schläft